# Hans-Michael Rehberg
Hans-Michael Rehberg (Fürstenwalde, 1938. április 2. – Berlin, 2017. november 7.) német színész.

## Fontosabb filmjei
- A felügyelő (Der Kommissar) (1971–1972, tv-sorozat, két epizódban)
- Supermarkt (1974)
- Derrick (1976, 1991, tv-sorozat, két epizódban)
- Die Konsequenz (1977)
- Berlin, Alexanderplatz (1980)
- Az Öreg (Der Alte) (1981–2002, tv-sorozat, hét epizódban)
- Der Angriff der Gegenwart auf die übrige Zeit (1985)
- Rosa Luxemburg (1986)
- Schmutz (1987)
- A Lenin-vonat (Il treno di Lenin) (1988, tv-film)
- A Lucona-ügy (Der Fall Lucona) (1993)
- Schindler listája (Schindler's List) (1993)
- H, a hannoveri gyilkos (Der Totmacher) (1995)
- Rex felügyelő (Kommissar Rex) (1996, tv-sorozat, egy epizódban)
- Az egyetem fantomja (Der Campus) (1998)
- Merénylet az Operabálon (Opernball) (1998, tv-film)
- Tetthely (Tatort) (1998, 2008, tv-sorozat, két epizódban)
- Az utolsó tanú (Der letzte Zeuge) (1999, tv-sorozat, egy epizódban)
- A Mann család – Egy évszázad regénye (Die Manns – Ein Jahrhundertroman) (2001, tv-film)
- Alpesi nyomozók (SOKO Kitzbühel) (2000–2014, tv-sorozat, négy epizódban)
- A zűrhajó (Traumschiff Surprise – Periode 1) (2004)
- Ötcsillagos szerelem (Fünf Sterne) (2008, tv-sorozat, egy epizódban)
- Maffiózó vagyok, drágám! (Mord ist mein Geschäft, Liebling) (2009)
- Én és a dzsinn (Mein Flaschengeist und ich) (2009, tv-film)
- Goethe! (2010)
- Legjobb ellenségem (Mein bester Feind) (2011)
- A fal (The Wall) (2012)
- Sötét völgy (Das finstere Tal) (2014)